# Systropha bispinosa
Systropha bispinosa là một loài Hymenoptera trong họ Halictidae. Loài này được Friese mô tả khoa học năm 1914.